# Félix Tshisekedi
Félix Antoine Tshisekedi Tshilombo (tiếng Pháp: [feligz ɑ̃twan tʃizək(ə)di tʃilɔ̃bo]; sinh ngày 13 tháng 6 năm 1963),là lãnh đạo của Liên minh Dân chủ và Tiến bộ xã hội (UDPS) của Cộng hòa Dân chủ Congo. Kể từ ngày 10 tháng 1 năm 2019, ông là Tổng thống Cộng hòa Dân chủ Congo. Ông là con trai của cố thủ tướng Étienne Tshisekedi, thủ tướng ba lần của Zaire và lãnh đạo phe đối lập, và do đó sẽ trở thành tổng thống Congo đầu tiên có liên quan đến Thủ tướng.

## Tiểu sử
Tshisekedi sinh ở Kinshasa ngày 13 tháng 6 năm 1963 với mẹ là Marthe và cha là Étienne Tshisekedi, là Thủ tướng Zaire thập niên 1990. Cha của ông là người Luba.